# Morgan Taylor
Frederick Morgan Taylor, född 17 april 1903 i Sioux City, död 16 februari 1975 i Rochester, New York, var en amerikansk friidrottare.
Taylor blev olympisk mästare på 400 meter häck vid olympiska sommarspelen 1924 i Paris.